# RMS Lusitania
Ovo je članak o britanskom prekooceanskom brodu. Za druga značenja vidi Luzitanija
RMS Lusitania bio je britanski prekooceanski brod izgrađen 1907. godine. Zajedno sa svojim blizancem RMS Mauretania, tada najveći i najbrži brod na svijetu. Torpediran i potopljen od njemačke podmornice U-20. kraj irske obale 7. svibnja 1915., što je bio jedan od povoda za ulazak Sjedinjenih Američkih Država u Prvi svjetski rat. 

## Izgradnja
Izgrađen je u brodogradilištu John Brown & Co. Ltd, u Clydebanku, Škotska, za kompaniju Cunard Line, u doba velikog međunarodnog natjecanja velikih pomorskih kompanija iz Velike Britanije i Njemačke za osvanjem Plave vrpce, priznanja za najbrži putnički brod. Nazvan je po rimskoj provinciji Luzitaniji, koja se nalazila u današnjem Portugalu. Početkom 20. stoljeća najbrži prekooceanski brodovi bili su njemački, te se Velika Britanija nastojala vratiti u utrku. Istovremeno američki financijer J. P. Morgan planirao je kupiti sve sjevernoatlantske brodarske kompanije, ukljućujući i britansku White Star Line. 1903. predsjednik Cunard Linea Lord Inverclyde iskoristio je te prijetnje da bi kod britanske vlade isposlovao subvencije za izgradnju novih brodova. 
Vlada je također pristala isplaćivati godišnje subvencije za održavanje brodova u stanju ratne spreme te za održavanje poštanske službe. Već na pokusnim vožnjama, Lusitania obara sve dotadašnje rekorde postavljene u pomorskoj industriji, te je otkriveno da velika brzina stvara snažne vibracije na krmi.  Nakon potrebnih modifikacija brod je isporučen 26. kolovoza 1907.

## Rana karijera
Do uvođenja u promet blizanca RSM Mauretania kasnije iste godine, najveći je i najbrži brod na svijetu. Već na svom prvom putovanju iz Liverpoola za New York preotima Plavu vrpcu za zapadni prelazak njemačkom transatlantiku Detschland, a u listopadu iste godine i za istočni od broda Kaiser Wilhelm II.
Nakon dvogodišnjeg nadmetanja sa svojim blizancem za naslov najbžeg broda, Mauretania trajno osvaja naslov 1909. Za osmogodišnje službe obavio je 202 prelazaka Atlantika. 1909. sudjeluje u New Yorku na Hudson-Fulton Celebration, proslavi povodom 300 godina Henry Hudsonovog putovanja po rijeci koja nosi njegovo ime, i 100 godina prvog parobroda Clermont, Roberta Fultona.

## Rat i potapanje
Iako je 1913. prilagođen za tu namjenu, po izbijanju Prvog svjetskog rata, brod nije zapljenjen za prijevoz trupa, radi velike potrošnje goriva i prevelikih dimenzija, te nastavlja redovnu linijsku plovidbu između Europe i Sjeverne Amerike. Za vrijeme rata radi štednje goriva, broj putovanja je smanjen na jedno mjesečno i brzina je smanjena na 21 čvor. 
Iako je i pri toj brzini to bio najbrži brod na svijetu, čak 10 čvorova brži od podmornica, poduzeta je serija mjera predostrožnosti: ime je izbrisano, tradicionalno crveni dimnjaci su ofarbani u crno, nije nosio zastave, i dr. 4. veljače 1915. Njemačka proglašava područje oko britanskih otoka ratnom zonom, i da će nakon 18. veljače biti potopljeni svi saveznički brodovi bez upozorenja. Unatoč tome i upozorenju koje je njemačko veleposlanstvo u Washigtonu objavila 22. travnja
,  Lusitania nastavlja s redovnom plovidbom, te posljednji put isplovljava iz New Yorka 1. svibnja 1915. 
Torpediran je i potopljen od njemačke podmornice U-20. 7. svibnja, 11 do 15 km južno od rta Old Head of Kinsale.
Potapanje broda 1915., okrenulo je javno mišljenje protiv Njemačke, te je bilo jedan od glavnih razloga kasnijem ulasku SAD-a u rat. Recentno otkriće municije u olupini otvara mogućnost da je brod bio legitimni ratni cilj. Potapanje Lusitanije smatra se drugom najpoznatijom pomorskom katastrofom nakon potonuća Titanica. 

## Vanjske poveznice
- theblueriband.com/  Arhivirana inačica izvorne stranice od 26. ožujka 2012. (Wayback Machine)
- maritimequest.com
- lusitania.net
- atlanticliners.com
- ocean-liners.com/
- rmslusitania.info/